# IRON HORSE -No Mark-/LET'S PARTY
「IRON HORSE -No Mark-/LET'S PARTY」（アイアン・ホース -ノー・マーク-/レッツ・パーティ）は、日本のヒップホップMC・AK-69が、AK-69 a.k.a. Kalassy Nikoff名義で発売した4作目のシングル。

## 概要
- 前作「Ding Ding Dong〜心の鐘〜」以来1年5ヶ月ぶりのシングル。
- 前作同様、名義はAK-69 a.k.a. Kalassy Nikoffとなっている。
- 今作は3万枚完全生産限定で発売された。

## 収録曲
1. IRON HORSE -No Mark-
  - 作詞 : AK-69 a.k.a. Kalassy Nikoff / 作曲 : RIMAZI,AK-69 a.k.a. Kalassy Nikoff

ドワンゴ「dwango.jp」CMソング
2. LET'S PARTY
  - 作詞 : AK-69 a.k.a. Kalassy Nikoff / 作曲 : RIMAZI
3. I'M SO SORRY
  - 作詞 : AK-69 a.k.a. Kalassy Nikoff / 作曲 : RIMAZI

ボーナストラック。

## 収録アルバム
- Road to The Independent King (#1,3)

## タイアップ
- ドワンゴ「dwango.jp」CMソング (#1)